# Wally Hughes
Pour les articles homonymes, voir Hughes.
Wally Hughes est un footballeur puis entraîneur anglais, né le 15 mars 1934 à Liverpool et mort le 21 janvier 2011 à Auckland. Il évolue au poste de gardien de but du milieu des années 1950 à la fin des années 1960.
Après une modeste carrière de joueur, il devient entraîneur et dirige notamment les sélections de Nouvelle-Zélande et des Fidji ainsi que les clubs néo-zélandais de Dunedin City AFC, East Coast Bays et Manurewa AFC.

## Biographie
Wally Hughes nait le 15 mars 1934 à Liverpool, il intègre le centre de formation du Liverpool FC puis, obtient un contrat professionnel dans cette équipe, mais ne dispute aucune rencontre en équipe première. Il rejoint alors Stockport County où il n'évolue quand réserve puis, après un passage dans le club amateur de Windsor United, il s'engage à Sheffield United en 1955 et dispute deux rencontres avec cette équipe. Il joue ensuite à Wisbech Town puis dispute 20 rencontres avec Bradford Park Avenue avant de rejoindre Southport FC puis le club gallois de Bangor City. Il devient ensuite entraîneur et travaille notamment pour la Fédération anglaise de football et l'association des entraîneurs de Liverpool.
En 1973, Wally Hughes émigre en Nouvelle-Zélande et dirige alors Dunedin City AFC, club de deuxième division évoluant dans la Ligue du Sud. Après deux saisons avec club, il devient entraîneur régional du Nord et, dans le cadre de ses fonctions, s'occupe de la sélection d'Auckland et de l'équipe de Nouvelle-Zélande espoirs. Adjoint de Barrie Truman en équipe nationale, il lui succède en février 1977 et mène la sélection lors des éliminatoires de la Coupe du monde 1978. Il démissionne de son poste après la tournée de l'équipe d'Angleterre B en Nouvelle-Zélande.
Il devient ensuite co-entraîneur de Blockhouse Bay en 1978 puis exerce pendant deux ans à Dubaï avant de revenir dans le Pacifique et diriger la sélection des Fidji pendant la campagne de qualification de la Coupe du monde 1982. Il démissionne de son poste à la suite de la défaite 13 buts à zéro face à la Nouvelle-Zélande.
Wally Hughes retourne alors en Nouvelle-Zélande pour entraîner East Coast Bays AFC. Il dirige ensuite Auckland University et Manurewa AFC.